# Albert A. Michelson
Albert Abraham Michelson (Strzelno, 1852. december 19. – Pasadena, Kalifornia, 1931. május 9.) amerikai fizikus, 1907-ben első amerikaiként kapott Nobel-díjat a Michelson–Morley-kísérletért.

## Élete
Zsidó családban született Strzelnóban, ami akkor a Porosz Királysághoz tartozott (ma Lengyelország). Kétéves korában a család az Amerikai Egyesült Államokba költözött. A kaliforniai Murphys bányavárosban nőtt fel, ahol szülei kereskedéssel foglalkoztak. Szülei nem voltak vallásosak, Michelson később azt vallotta, hogy világéletében agnosztikus volt.
Középiskolás éveit San Franciscóban nagynénje, Henriette Levy (született Michelson), Harriet Lane Levy írónő édesanyjának otthonában töltötte. 17 évesen, 1869-ben felvették az Egyesült Államok annapolisi Tengerészeti Akadémiájára, ahol jobban kitűnt a tudományokban (optika, termodinamika, éghajlattan és rajz), mint tengerészeti ismereteivel. Az akadémia elvégzése után 1873-tól két évet töltött a tengeren. 1875-ben visszatért a Tengerészeti Akadémiára, ahol fizikát és kémiát tanított 1879-ig. A következő évben távozási engedélyt kapott az egyetemtől, hogy Európában folytathassa tanulmányait. Meglátogatta a berlini és a heidelbergi egyetemet, valamint a párizsi Collège de France-ot és École polytechnique-et.
Lenyűgözték a tudományok, különösképpen a fény sebességének mérése. Még 1877-ben Annapolisban, az akadémián végezte első kísérleteit egy osztályban bemutatva a fény sebességének mérését. Az annapolisi kísérletén finomítva 1879-ben már pontosabban mérte meg a fény sebességét a levegőben, és 299 864 ± 51 km/s-ot kapott. Úgy becsülte, hogy a fény sebessége vákuumban 299 940 km/s lehet.
Két, Európában eltöltött tanulmányi év után 1881-ben kilépett a haditengerészettől. 1883-ban elfogadta a fizika professzori állást a clevelandi (Ohio) Alkalmazott Tudományok Iskolájában és egy jobb interferométer kifejlesztésére összpontosított. 1887-ben Edward Morley-val elvégezték a híres Michelson–Morley-kísérletet, amely úgy tűnt, hogy kizárja az éter mérésekre gyakorolt hatását. Később kezdte használni a csillagászati interferométert a csillagok átmérőjének és a kettős csillagok elkülönülésének mérésére.
1889-ben Michelson a worcesteri (Massachusetts) Clark Egyetem professzora lett, majd 1892-től az újonnan szervezett Chicagói Egyetem fizikai tanszékét vezette.
1899-ben feleségül vette Edna Stantont, akitől egy fia és három lánya született.
1907-ben Michelsont érte az a megtiszteltetés, hogy az első amerikaiként kapjon Nobel-díjat „optikai precíziós műszereiért és az azokkal elvégzett spektroszkópiai és méréstani vizsgálatokért”. 1907-ben elnyerte a Copley-érmet, 1916-ban Henry Draper-érmet, majd 1923-ban a Királyi Csillagászati Társaság aranyérmét.
Michelson 78 éves korában hunyt el a kaliforniai Pasadenában.

## Emlékezete
A Holdon krátert neveztek el róla.

## A fény sebessége

### Előzetes mérések

Már 1877-ben, amikor tisztként szolgált az Egyesült Államok Haditengerészetében, elkezdte tervezni a fény sebességének mérésére Léon Foucault által kidolgozott forgótükrös módszer finomítását jobb optikai rendszer és hosszabb alapvonal használatával. 1878-ban néhány előzetes mérést végzett nagyrészt rögtönzött berendezésekkel.
Eredményeit 1879-ben tette közzé. Amikor megismerte ezeket Simon Newcomb, a Tengerészeti Csillagvizsgáló Évkönyv Irodájának igazgatója, aki ugyanezzel a kérdéssel foglalkozott, a két fizikus barátságot kötött, és hosszú szakmai együttműködésbe kezdett. Newcomb a maga jobb pénzügyi lehetőségeivel 299 860 ± 30 km/s-ot mért; a két intervallum alig fedte át egymást. Michelson ezután finomította a módszerét, és 1883-ban kiadott új eredménye: 299 853 ± 60 km/s már közelebb volt a valós értékhez, mint barátjáé.

## A fizika vége
A 19. század végén az akkor uralkodott általános szemléletnek megfelelően úgy vélte, hogy a fizika többé-kevésbé befejezett tudomány: szinte minden problémát megoldottak, minden szabályt megismertek, már csak egy-két apró finomítás van hátra. 1894-ben a Chicagói Egyetem Ryerson Fizikai Laboratóriumának megnyitóján ezt a következőképpen fejtette ki:
A fizikában minden fontosabb alapvető törvényt felfedeztek, és ezen törvények mára olyan alapos igazolást nyertek, hogy szinte elképzelhetetlen, hogy bármely későbbi eredmény miatt elavuljanak… A jövőbeli felfedezések esélye egy a millióhoz. Ugyanezt vallotta barátja, Simon Newcomb is.
Mindössze hat évvel később Max Planck megalkotta sugárzási törvényét és bevezette a hatáskvantum fogalmát…